# Barry Jackson (actor)
Barry Jackson (Birmingham, 29 de marzo de 1938 – Londres, 5 de diciembre de 2013) fue un actor de cine y televisión británico.

## Carrera
Su carrera incluye título como La hija de Ryan (Ryan's Daughter), Barry Lyndon, Ases del cielo (Aces High), Amor es mi vida (The Raging Moon), Mr. Love o Wimbledon.
Entre sus numerosos trabajos en televisión destacanː A for Andromeda, The Mask of Janus, Adam Adamant Lives!, Doctor Who, Z-Cars, Dixon of Dock Green, The Troubleshooters, Man at the Top,Doomwatch, Poldark, Oil Strike North, The New Avengers, Los siete de Blake, Los profesionales, Coronation Street, Enemy at the Door, All Creatures Great and Small, Minder, Bergerac, Lovejoy, Peak Practice, Silent Witness, Kavanagh QC, The Bill, A Touch of Frost, Holby City o Midsomer Murders.
Jackson formó parte del reparto de la primera temporada de Doctor Who, concretamente en las historias The Romans y en el episodio Mission to the Unknown. Jackson volvió a la serie con el personaje de "Drax," en el Cuarto Doctor The Armageddon Factor.
JAckson murió en Londres el 5 de diciembre de 2013 a la edad de 75 años, víctima de un cáncer.

## Filmografía
| Año       | Título en español        | Título original     | Director                     | Personaje                 |
| --------- | ------------------------ | ------------------- | ---------------------------- | ------------------------- |
| 1962      | The Primitives           | The Primitives      | Alfred Travers               | Mensajero                 |
| 1965      | Strangler's Web          | Strangler's Web     | John Llewellyn Moxey         | Morton Bray               |
| 1968      | El cañón Bofors          | The Bofors Gun      | Jack Gold                    | Shone                     |
| 1969      | Alfredo el Grande        | Alfred the Great    | Clive Donner                 | Wulfstan                  |
| 1970      | La hija de Ryan          | Ryan's Daughter     | David Lean                   | Caporal                   |
| 1971      | Amor es mi vida          | The Raging Moon     | Bryan Forbes                 | Bill Charles              |
| 1973      | Diamantes sobre ruedas   | Diamonds on Wheels  | Jerome Courtland             | Wheeler                   |
| 1975      | Moll Flanders            | Moll Flanders       | Donald McWhinnie             | William Stubbs            |
| 1975      | Barry Lyndon             | Barry Lyndon        | Stanley Kubrick              | Segundo en el duelo final |
| 1976      | Ases del cielo           | Aces High           | Jack Gold                    | Joyce                     |
| 1977      | La bola extraterrestre   | The Glitterball     | Harley Cokeliss              | Mr. Fielding              |
| 1978      | El regreso del navegante | The Sailor's Return | Jack Gold                    | Carrier                   |
| 1985      | Mr. Love                 | Mr. Love            | Roy Battersby                | Donald Lovelace           |
| 1985      | La cacería               | The Shooting Party  | Alan Bridges                 | Weir                      |
| 1997–2001 | Bernard's Watch          | Serie de TV         | Abuelo                       |                           |
| 1997–2011 | Midsomer Murders         | Serie de TV         | Dr. George Bullard, patólogo |                           |
| 2001      | El cuarto ángel          | The Fourth Angel    | John Irvin                   | Tarnowner                 |
| 2004      | Wimbledon                | Wimbledon           | Woody Allen                  | Danny Oldham              |
| 2011      | Hogar de acogida         | Foster              | Jonathan Newman              | Tom Jenkins               |
| 2012      | The Wedding Video        | The Wedding Video   | Nigel Cole                   | Des                       |